# Романеску, Элеонора Дмитриевна

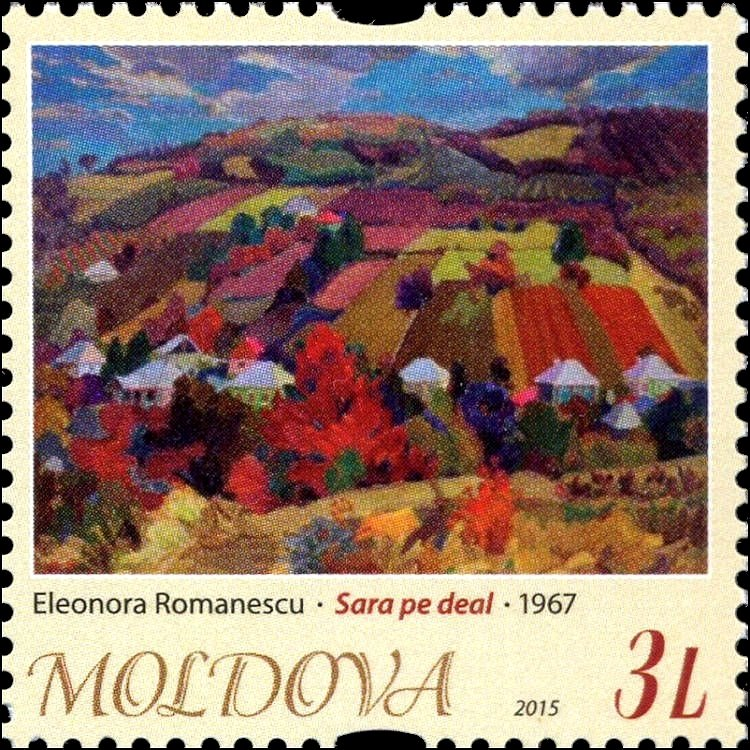
Почтовая марка Молдавии, 2015 г. «Вечер в полях» худ. Э. Романеску

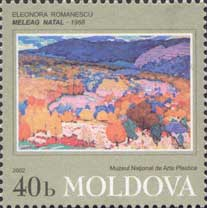
Почтовая марка Молдавии, 2002 г. «Пейзаж» худ. Э. Романеску

Элеонора Дмитриевна Романеску (рум. Eleonora Romanescu; 26 апреля 1926, Леушены, Оргеевский уезд, губернаторство Бессарабия Румынского королевства — 4 ноября 2019) — молдавская и советская художница. Заслуженная артистка Молдавской ССР (1976). Народная артистка Молдавской ССР (1986). Лауреат Государственной премии Молдавской ССР в области литературы, искусства и архитектуры (1982). Лауреат Национальной премии Республики Молдова (2013).

## Биография
Окончила Республиканское художественное училище имени И. Репина в Кишинёве. С 1953 года, в течение 5 лет работала учителем рисования в Оргеевском педагогическом училище. В 1959-1964 годах училась на курсах живописи и реставрации в Государственных центральных художественно-реставрационных мастерских И. Э. Грабаря в Москве. Тогда же работала главным хранителем, затем художницей-реставратором в Музее изобразительного искусства Кишинёва.
С 1958 года - член Союза художников СССР. Член правления Союза художников Молдавии с 1965 года. С 1969 по 1982 год - профессор Республиканского лицея изящных искусств в Кишинёве.
Работала в жанрах станковой живописи и графики, в декоративно-прикладном искусстве – гобелене, была реставратором и педагогом.
Восстановила в Рачуласком монастыре несколько икон, спасённых во времена гонений на христиан. В 1991-1992 годах отреставрировала иконостас капеллы Духовной семинарии Государственного университета Республики Молдова. Также расписала иконостас церкви Святых императоров Константина и Елены в Кишинёве.
Картины художницы хранятся в художественных музеях Кишинёва, Клуж-Напока, Констанца (в Румынии),
Москве (Россия), Киеве (Украина), Душанбе (Таджикистан) и др. Работы художницы находятся в частных коллекциях в Республике Молдова, Румынии, Германии, России, Франции, США и Канаде.

## Награды
- Орден «Знак Почёта» (1971)
- Орден Республики (1996)
- Заслуженная артистка Молдавской ССР (1976)
- Народная артистка Молдавской ССР (1986)
- Заслуженный деятель искусств Молдовы (2001)
- Государственная премия Молдавской ССР (1982)
- Кавалер ордена «За заслуги перед культурой»[рум.] в категории C «Пластические Искусства» (2018, Румыния)[2].
- Национальная премия Республики Молдова (2013)
- премия Союза художников Республики Молдова (1996).
- Медаль Михай Эминеску (1997)
- Премия Лурье Матей (2005).